# 壬酸铵
壬酸铵（英語：Ammonium nonanoate）是一种不具有土壤活性的非系统性、广谱的接触除草剂。它可用于抑制和控制杂草，包括草，葡萄藤，灌木丛，一二年/多年生植物，包括苔藓，树苗。壬酸铵是具有溶解性的。 在室温下其水中最大浓度（40％），它是一种澄清，无色至浅黄色的液体，具有轻微的脂肪酸气味。纯净的壬酸铵，它在室温下以稳定的白色晶体存在。
壬酸铵由氨和壬酸（一种广泛存在于自然界中的羧酸）构成，主要作为苹果，葡萄，奶酪，牛奶，大米，豆类，橙子和土豆等食品中的衍生物（酯），还有许多其他非食品源。
壬酸铵不会持续存在于土壤中，预计主要通过微生物作用快速降解，半衰期不到一天。